# Polybetes proximus
Polybetes proximus är en spindelart som beskrevs av Cândido Firmino de Mello-Leitão 1943. Polybetes proximus ingår i släktet Polybetes och familjen jättekrabbspindlar. Inga underarter finns listade i Catalogue of Life.